# إيليا ميخايلوف
إيليا ميخايلوف هو لاعب كرة قدم روسي في مركز الوسط، ولد في 29 أكتوبر 1990. لعب مع FC SOYUZ-Gazprom Izhevsk ‏.